# Dimission (film)
Dimission er en dansk kortfilm fra 2006 instrueret af Jesper Isaksen.

## Handling
Filmen følger Søren, Mikkel og Kasper 48 timer før dimission fra gymnasiet og deres sidste forsøg på at udleve en manddomsprøve, før de endegyldigt træder ud af teenageårene og ind i voksenrækkerne efter tre år i en osteklokke.

## Medvirkende
- Kristian Nyholm, Søren
- Christopher Læssø, Mikkel
- Cyron Melville, Kasper
- Mette Veronika Jensen, Theresa
- Kasper Købke, Vært
- Rikke Arntzen, Prostitueret